# (16068) Citron
(16068) Citron (1999 RN86) – planetoida z grupy pasa głównego asteroid okrążająca Słońce w ciągu 3,64 lat w średniej odległości 2,37 j.a. Odkryta 7 września 1999 roku.